# Mazières-en-Mauges
Mazières-en-Mauges is een gemeente in het Franse departement Maine-et-Loire (regio Pays de la Loire). De plaats maakt deel uit van het arrondissement Cholet. Mazières-en-Mauges telde op 1 januari 2022 1.257 inwoners.

## Geografie
De oppervlakte van Mazières-en-Mauges bedroeg op 1 januari 2022 8,9 vierkante kilometer; de bevolkingsdichtheid was toen 141,2 inwoners per km².

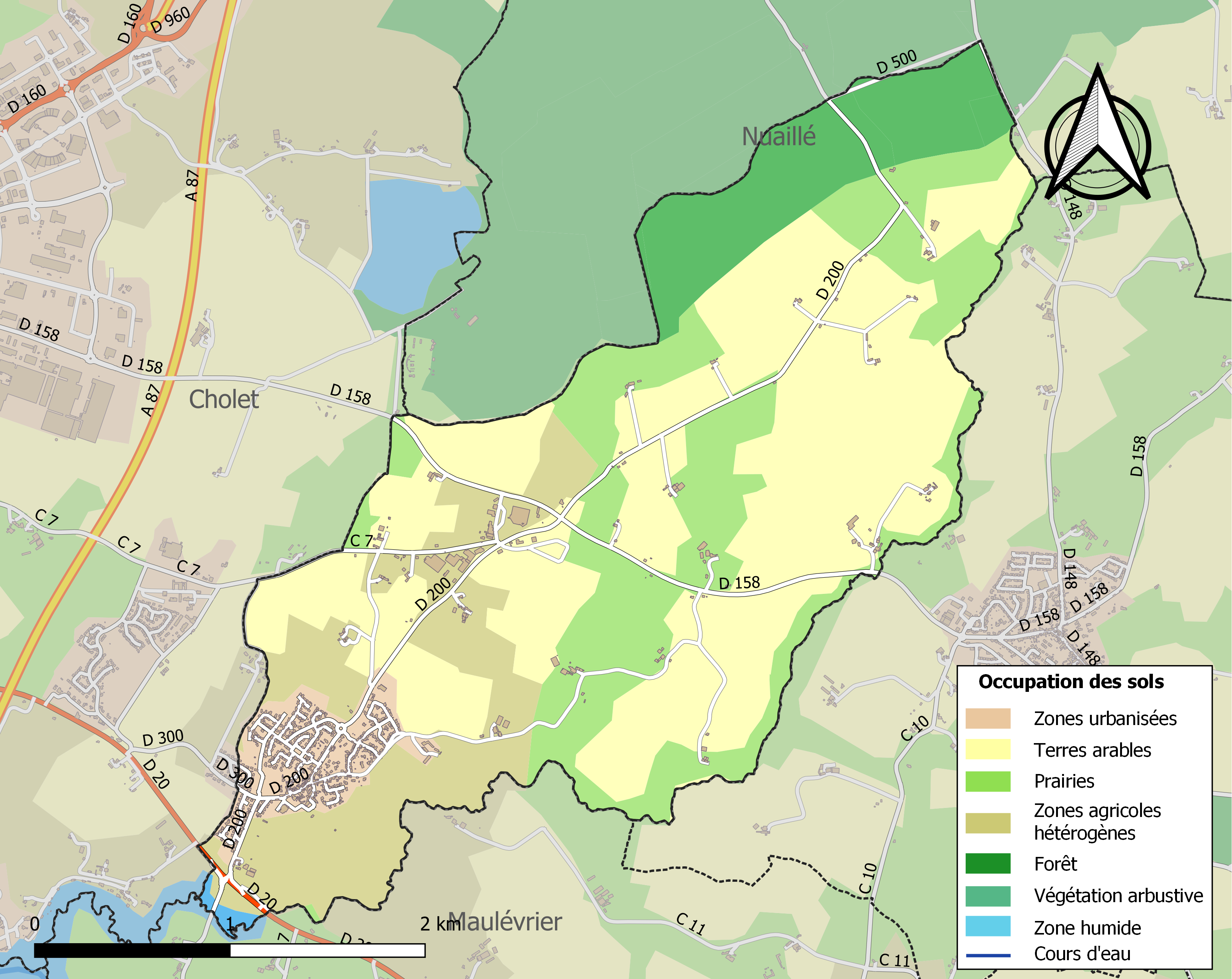
Kaart van de gemeente met de belangrijkste infrastructuur, bodemgebruik en omliggende gemeenten

## Demografie
Onderstaande figuur toont het verloop van het inwonertal (bron: INSEE-tellingen).